# Dick Schulze
Richard Taylor Schulze, detto Dick (Filadelfia, 7 agosto 1929), è un politico statunitense, membro della Camera dei Rappresentanti per lo stato della Pennsylvania dal 1975 al 1993.

## Biografia
Nato a Filadelfia, Schulze studiò all'Università di Houston, alla Villanova University e alla Temple University, poi prestò servizio militare nell'esercito.
Entrato in politica con il Partito Repubblicano, tra il 1971 e il 1974 fu membro della Camera dei rappresentanti della Pennsylvania, la camera bassa della legislatura statale della Pennsylvania.
Nel 1974 si candidò alla Camera dei Rappresentanti nazionale e riuscì ad essere eletto deputato. Da allora fu riconfermato dagli elettori per altri otto mandati, finché nel 1992 annunciò la propria intenzione di non richiedere un ulteriore mandato e lasciò il Congresso dopo diciotto anni di permanenza.